# Вулиця Бориса Грінченка (Київ)
Ву́лиця Бори́са Грінче́нка — вулиця в Шевченківському районі міста Києва, місцевість Старий Київ. Пролягає від Майдану Незалежності до Прорізної вулиці.

## Історія
Вулицю прокладено у першій половині 50-х років XX століття під назвою Новопушкінська. Сучасна назва на честь письменника Бориса Грінченка — з 1988 року.

## Установи та заклади
- Державне агентство України з питань мистецтв та мистецької освіти (буд. № 1)
- Державний департамент продовольства Мінагрополітики України (буд. № 1)
- Центральна науково-технічна бібліотека харчової і переробної промисловості України (буд. № 1)
- Державна комісія з регулювання ринків фінансових послуг України (буд. № 3)
- Національний депозитарій України (буд. № 3)
- Національна спілка архітекторів України (буд. № 7)

## Зображення

Анотаційна дошка на честь Бориса Грінченка